# Vermara horneata
Vermara horneata är en insektsart som beskrevs av Irena Dworakowska 1994. Vermara horneata ingår i släktet Vermara och familjen dvärgstritar. Inga underarter finns listade i Catalogue of Life.